# Landschaftsschutzgebiet Mittleres Ilmtal
Das Landschaftsschutzgebiet Mittleres Ilmtal ist ein etwa 150 km² großes Landschaftsschutzgebiet am Mittellauf der Ilm in Thüringen, südlich von Weimar.

## Geografie
Das Landschaftsschutzgebiet umfasst im Südosten die beiderseits der Ilm zwischen Kranichfeld und Bad Berka gelegene, zerklüftete Buntsandstein-Formation, die geologisch als Tannrodaer Sattel und naturräumlich als Tannrodaer Waldland bezeichnet wird, sowie die sich nach Norden und Osten anschließende Schichtstufe und die einrahmenden Muschelkalk-Hochflächen der nördlichen Ilm-Saale-Platte an Riechheimer Berg (513 m, WSW) und Kaitsch (497 m, O).
Begrenzt wird das Gebiet ungefähr durch den Verlauf der Bundesautobahn 4 im Norden, das Tal der Magdel im Osten, das Tal der Schwarza im Süden und die Übergänge zum Riechheimer Berg sowie zum Willroder Forst im Westen. 
Durch Täler wird das Gebiet in kleinere Gebiete gegliedert. Im Süden liegt ein zusammenhängendes Waldgebiet zwischen den Städten Bad Berka (nördlich), Blankenhain (östlich) und Tannroda (westlich), welches durch das Ilmtal im Nordwesten, das Klingelbachtal im Nordosten und das Schwarzatal im Süden abgegrenzt wird. Durch dieses Gebiet verlaufen Kohlgrund und Dammbachsgrund; dazwischen erheben sich der Vogelherd (428 Meter), der Mittelbergskopf (378 Meter) und die Eichleite (389 Meter) als höchste Berge. 
Zwischen Bad Berka im Westen, Blankenhain im Süden, Mellingen im Norden und Magdala im Osten liegt ein weiterer Teil des Gebiets. Dessen westlicher Teil ist bewaldet, der östliche dient als Landwirtschaftsfläche. Als Begrenzungen verlaufen die Ilm im Norden, die Magdel im Osten und der Klingelbach im Westen. Nach Süden geht dieser Teil nahtlos in die Saale-Ilm-Platte über. Höchste Erhebungen in diesem Teil sind der 497 Meter hohe Kaitsch und der 416 Meter hohe Adelsberg bei Bad Berka, auf dem sich der Paulinenturm befindet. 
Nördlich des Ilmtals zwischen Bad Berka und Mellingen bricht das Thüringer Becken zur Ilm hin ab, sodass deren Tal bei Buchfart gut 100 Meter tief ist. Einziger Durchgang durch die Steilwand ist das Tal des Hengstbachs zwischen Hetschburg und Legefeld. Nach Norden hin fällt die rund 380 Meter hohe Talkante sanft Richtung Weimar zum Thüringer Becken ab. 
Ein ähnlicher Steilabbruch ist auch die Harth (Bad Berka), die sich von Bad Berka bis Kranichfeld nördlich des Ilmtals erstreckt. Sie steigt vom Tal steil bis auf etwa 400 Höhenmeter an und fällt auf der Rückseite sanft zum Eichbach/Tonndorfbach im Westen und zum Steingraben im Osten ab. In diesem Bereich liegen die Dörfer Tonndorf, Tiefengruben und Nauendorf. Nördlich dieser Orte steigt die Landschaft wieder stark an. Höchste Erhebungen sind hier der 483 Meter hohe Quingerberg bei Nauendorf und der 471 Meter hohe Kesselberg bei Tiefengruben. Nach Norden hin fällt dieser Teil des Gebiets sanft Richtung Erfurt/Thüringer Becken ab.

## Kultur
Da das Gebiet im Mittleren Ilmtal den südlichen und südöstlichen Zugang zu den wichtigen Städten Erfurt und Weimar absperrt und nur wenige passierbare Stellen bestehen, mussten diese Stellen im Mittelalter stark befestigt werden. Dazu errichtete man eine Vielzahl von Burgen, so das Oberschloss, die Niederburg und die Schleussenburg in Kranichfeld, die Burg Tannroda, die Burg Blankenhain, die Wasserburg Bad Berka, die Höhlenburg Buchfart im Ilmsteilufer und die Burg Tonndorf. Zusätzlich wurden die Städte Kranichfeld, Tannroda, Berka und Blankenhain angelegt und befestigt. Weitere Besonderheiten sind das historische Rundlingsdorf Tiefengruben und die Holzbrücke über die Ilm in Buchfart. Eine weitere Auswirkung der Landschaft ist der Aufstieg Bad Berkas zu einem großen Krankenhaus-, Rehabilitations- und Kurzentrum im 20. Jahrhundert. Hier wurden und werden vor allem Herz-, Haut- und Atemwegskranke aus den nahen Großstädten behandelt.